# Militia (film)
Militia  è un film d'azione statunitense del 2000 diretto da Jim Wynorski.

## Trama
Un agente dell'ATF statunitense, Ethan Carter, compie un raid ai danni di The Brotherhood of Liberty, un'organizzazione terroristica. Il loro leader, William Fain, viene catturato e la sua famiglia viene erroneamente uccisa nel raid.
Due anni più tardi, l'organizzazione si appropria di antrace e progetta un attacco missilistico contro il governo degli Stati Uniti. Ethan deve ora infiltrarsi nell'organizzazione per fermare l'attacco contro il governo tramite lo stesso William, che viene rilasciato a condizione che aiuti l'ATF. Tramite William, Carter arriva a contattare il nuovo capo dell'orgaznizzazione, George Armstrong Montomery. L'agente Julia Sanders fa da supporto a Carter che, infiltratosi nell'organizzazione, la utilizzerà come ponte con l'ATF.

## Produzione
Il film fu diretto da Jim Wynorski e girato ad Acton e nell'Iverson Ranch a Los Angeles, in California ad agosto del 1999. Wynorsky è accreditato anche come sceneggiatore con il nome di Jay Andrews. Una sequenza in cui un palazzo viene distrutto è stata presa dal film Terminator 2 - Il giorno del giudizio. La stessa scena, in parte, è stata riutilizzata anche per il film Critical Mass, sempre dello stesso regista.

## Distribuzione
Il film fu distribuito negli Stati Uniti nel 2000 da Avalanche Home Entertainment e Cinetel Films.
Alcune delle uscite internazionali sono state:
- in Islanda il 14 agosto 2000 (in anteprima)
- in Australia il 11 ottobre 2000 (in anteprima),
- negli Stati Uniti il 17 ottobre 2000 (Militia)
- in Nuova Zelanda il 2 novembre 2000 (in anteprima)
- in Germania il 13 marzo 2001 (in anteprima)
- in Ungheria il 20 settembre 2005    (in prima TV)
- in Turchia il 4 maggio 2010 (Asker, in DVD)
- in Brasile (A Irmandade)
- in Spagna (El camino de la traición)
- in Francia (Offensive pour un flic o Undercover)
- in Grecia (Synomotes)
- in Finlandia (Valmiina iskuun)

## Accoglienza
Scott Weinberg su Apollo Guide ha assegnato al film un punteggio di 68/100 scrivendo che pur potendo riuscire a mantenere l'attenzione per 90 minuti non ha nulla di nuovo da offrire. Secondo John Ferguson di Radio Times il problema principale del film è la regia sciatta. Clive Davies nel libro Spinegrinder commenta: "Altra "azione" noiosa e patetica mentre Wynorski continua nella sua missione di occupare quante più ore possibili di tv via cavo."